# جو ميرفي (لاعب كرة قاعدة)
جو ميرفي (بالإنجليزية: Joe Murphy)‏ هو لاعب كرة قاعدة أمريكي، ولد في 7 يوليو 1866 في سانت لويس في الولايات المتحدة، وتوفي في 28 مارس 1951 في كورال غيبلز في الولايات المتحدة.

## وصلات خارجية
- جو ميرفي على موقعبيزبول رفرنس.كوم (الدوري الرئيسي) (الإنجليزية)